# Hérault
Hérault är ett franskt departement i regionen Occitanien i södra Frankrike. I den tidigare regionindelningen som gällde fram till 2015 tillhörde Hérault regionen Languedoc-Roussillon. Departementet är namngivet efter floden  Hérault. Huvudort är Montpellier. 
Södra delen domineras av vindistriktet Languedoc med sin stora vinproduktion. Andra näringar är frukt- och grönsaksodlingar samt en betydande industri, speciellt kring huvudorten Montpellier där det finns elektrisk, elektronisk och mekanisk industrinäring. Bauxit utvinns i stor skala och vid Lodève-bäckenet bröts under 1900-talet uran. Turismen är också en viktig inkomstkälla och många besökare uppskattar speciellt medelhavsstränderna och den natursköna omgivningen.

## Betydande orter
- Montpellier
- Béziers
- Sète
- Agde
- Pézenas
- Lodève
- Frontignan

## Sevärdheter
- Agde: St. Etienne-katedralen
- Les Gorges de l'Hérault: kalkstensraviner
- Cirques de Mourèze et de Navacelles
- Grottorna i Clamouse och Grotte des Demoiselles
- Canal du Midi
- Balaruc-les-Bains: varma källor
- Béziers: Pont Vieux, Cathedrale St. Nazaire, Slussarna i Fonserannes (Les 9 Écluses), blomstermarknad
- Minerve: Katharer-fästning
- Montpellier: Gamla staden, universitet, triumfbåge, teater
- Roquebrun: botanisk trädgård
- Saint-Guilhem-le-Désert: Abbaye de Gellone, medeltida stadskärna
- Sète: fiskehamn, marknad, fästning, tornerspel kring kanalerna (juli)
- Vendres, Mèze: Bassin de Thau, skaldjursfiske